# Petteri Orpo
Antti Petteri Orpo (født 3. november 1969) er en finsk politiker som har været Finlands statsminister siden 2023 og formand for Samlingspartiet siden 2016. Han var kortvarigt formand for Finlands rigsdag efter rigsdagvalget i 2023.
Orpo var tidligere vicestatsminister fra 2017 til 2019, finansminister fra 2016 til 2019, indenigsminster fra 2015 til 1016 og land- og skovbrugsminitser fra 2014 til 2015. Orpos konservative parti Samlingspartiet blev det største i Rigsdagen ved rigsdagsvalget 2. april 2023, og Samlingspartiet indgik 20. juni 2023 i en koalitionsregering med partierne De Sande Finner, Svensk Folkeparti og Kristendemokraterne med Orpo som statsminister.